# Gibeauxiella bellaqueifontis
Gibeauxiella bellaqueifontis is een vlinder uit de familie prachtmotten (Cosmopterigidae). De wetenschappelijke naam is voor het eerst geldig gepubliceerd in 1986 door Gibeaux.
De soort komt voor in Europa.